# Mojojejer
Mojojejer is een bestuurslaag in het regentschap Jombang van de provincie Oost-Java, Indonesië. Mojojejer telt 3898 inwoners (volkstelling 2010).